# Liste von Entenbrunnen
In dieser Liste sind Entenbrunnen aufgeführt, also Brunnen im öffentlichen Raum, die Enten zum Thema haben.

## Deutschland
| Bezeichnung                           | Bild           | Standort Koordinaten                                                                                               | Künstler                                                                 | Errichtung Einweihung | Weitere Informationen |
| ------------------------------------- | -------------- | --- | ------------------------------------------------------------------------ | --------------------- | --- |
| Entenbrunnen (Berlin-Charlottenburg)  | weitere Bilder | Berlin-Charlottenburg, vor dem Renaissance-Theater, Hardenbergstraße (vor Nr. 6) 52° 30′ 39″ N, 13° 19′ 24″ O      | August Gaul                                                              | 1911                  | gestiftet von Max Cassirer; siehe Liste der Kulturdenkmale in Berlin-Charlottenburg – 09096187 |
| Entenbrunnen (Berlin-Schöneberg)      |                | Berlin-Schöneberg im Stadtpark Berlin-Schöneberg 52° 28′ 59″ N, 13° 20′ 32″ O                                      | Erich Schmidt-Kestner                                                    |                       | |
| Entenbrunnen                          |                | Blumenberg (Wanzleben-Börde)                                                                                       | Joachim Sendler                                                          | 1986                  | Material: Sandstein |
| Entenbrunnen (Eggenfelden)            |                | Eggenfelden, Theaterstraße 7 48° 24′ 11″ N, 12° 46′ 7″ O                                                           | Willi Baumeister                                                         | 1980                  | Brunnen, Entenpaar; Granit und Bronze patiniert |
| Entenbrunnen                          |                | Eltville am Rhein                                                                                                  | Bonifatius Stirnberg                                                     | 2002                  | |
| Entenbrunnen (Feucht (Mittelfranken)) | weitere Bilder | Feucht (Mittelfranken), Landkreis Nürnberger Land, Alter Friedhof 49° 22′ 24″ N, 11° 12′ 49″ O                     |                                                                          |                       | |
| Entenbrunnen (Sindlingen)             | weitere Bilder | Frankfurt-Sindlingen, vor Richard-Weidlich-Platz 6 50° 5′ 16″ N, 8° 30′ 41″ O                                      | Bildhauer und Tierplastiker August Gaul (1869–1921)                      | 1921                  | Stifter war der Höchster Stadtrat und Farbwerksdirektor Dr. jur. Dr. rer. nat. Richard Weidlich (1878–1960) |
| Entenbrunnen (Kempten)                |                | Kempten, bei der Sing- und Musikschule (sms), Hans-Wachter-Platz / Memminger Straße 5 47° 43′ 47″ N, 10° 18′ 36″ O | Hans Wachter                                                             |                       | |
| Entenbrunnen (Koblenz)                | weitere Bilder | Koblenz, im Entenpfuhl in der Altstadt 50° 21′ 37″ N, 7° 35′ 45″ O                                                 | Edith Peres-Lethmate                                                     | 1979                  | |
| Entenbrunnen (Krefeld)                |                | Krefeld, in der Mitte des Schwanenmarktes 51° 19′ 54″ N, 6° 33′ 44″ O                                              | Bildhauer August Gaul (Figuren); Hofsteinmetzmeister Schilling (Brunnen) | 1905                  | Im Volksmund heißt der Brunnen auch „Entenbrunnen“; Bronze-Figuren von Jungschwänen, Brunnen aus Fränkischem Muschelkalk; gestiftet wurde der Brunnen von Heinrich Müller-Brüderlin, Inhaber des damals anliegenden Textilhauses Heinrich Müller Johannes Sohn (siehe auch Schwanenmarkt (Krefeld)#Schwanenbrunnen) |
| Entenbrunnen (Fürstenried)            |                | München-Fürstenried, Forst-Kasten-Allee 114 48° 5′ 43″ N, 11° 29′ 4″ O                                             |                                                                          |                       | siehe Liste Münchner Brunnen |
| Entenbrunnen (Nörvenich)              |                | Nörvenich, Kreis Düren, auf dem Marktplatz vor dem Barrensteinhaus 50° 48′ 25″ N, 6° 38′ 40″ O                     | Jean Vincent de Crozals                                                  | 1981                  | |
| Entenbrunnen (Stuttgart)              | weitere Bilder | Stuttgart, im Höhenpark Killesberg 48° 48′ 17″ N, 9° 10′ 18″ O                                                     | Rudolf Pauschinger                                                       | 1939                  | Material: Sandstein. Siehe auch Kunst im öffentlichen Raum in Stuttgart |
| Entenbrunnen (Warburg)                |                | Warburg, Neues Tor 2 51° 29′ 2″ N, 9° 8′ 56″ O                                                                     | Christian Sauerland                                                      | 1929                  | Brunnenanlage aus Sandstein; siehe Liste der Baudenkmäler in Warburg, Denkmalnummer 576 |
| Stockentenbrunnen                     | weitere Bilder | Weimar, auf dem Schulhof der Staatlichen Berufsbildenden Schule (SBBS) 50° 59′ 16″ N, 11° 19′ 10″ O                | Arno Zauche                                                              | nach 1910             | Eine Restaurierung und teilweise Rekonstruktion erfolgte 2001 durch die Steinrestauratorin Diana Berger. |

## Weitere
| Bezeichnung                | Bild           | Standort Koordinaten                                                                              | Staat      | Künstler                 | Errichtung Einweihung          | Weitere Informationen |
| -------------------------- | -------------- | ------------------------------------------------------------------------------------------------- | ---------- | ------------------------ | ------------------------------ | --- |
| Font de l’Ànec             | weitere Bilder | Barcelona (Spanien) 41° 24′ 41″ N, 2° 10′ 57″ O                                                   | Spanien    | Frederic Marès           | 1925                           | |
| Entenbrunnen (Salzburg)    | weitere Bilder | Salzburg, Schanzlpark in Nonntal 47° 47′ 47″ N, 13° 3′ 12″ O                                      | Österreich | Hilde Heger              | 1921 (laut Salzburg Wiki 1959) | |
| Brunnen mit Enten und Hund | weitere Bilder | Sankt Petersburg, Peterhof (Stadt), Schloss Peterhof 59° 53′ 0″ N, 29° 54′ 27″ O                  | Russland   |                          |                                | |
| Entenbrunnen (Wien)        |                | Wien-Ottakring, Arltgasse 10–14/Herbststr. 87–91/Thalhaimergasse 9–15 48° 12′ 24″ N, 16° 19′ 8″ O | Österreich | Margarete Bistron-Lausch | 1957                           | Mosaiziertes Becken mit freistehenden Kunststein-Enten; siehe Liste der Kunstwerke im öffentlichen Raum in Wien/Ottakring |